# Jacob Beck
Jacob Beck (født 1972) er en dansk pianist. Han er født i landsbyen Aunslev ved Nyborg i 1972. Han er uddannet ved musikkonservatoriet i Odense, Hochschule für Musik, Theater und Medien i Hannover, studier i New York og med debut fra solistklassen på Det jyske Musikkonservatorium i Aarhus. 
Jacob Beck har optrådt som solist, kammermusiker og akkompagnatør i både Danmark og udlandet, men primært med fokus på samarbejde med sangere inden for opera og lied. 
Ud over virket som pianist er Jacob Beck foredragsholder, koncertkonferencier, skuespiller og teaterinstruktør.  Blandt andet er han instruktør i operakompagniet Nontardar , på Operettebåden  under Copenhagen Opera Festival, i operettekompagniet Polyhymnia og har modtaget Vibedehusfondens hæderslegat for sin indsats for operette i Danmark. 